# Крута (Новотроїцьке сільське поселення)
Крута́ (рос. Крутая) — присілок у складі Шабалінського району Кіровської області, Росія. Входить до складу Новотроїцького сільського поселення.
Населення становить 6 осіб (2010, 41 у 2002).
Національний склад станом на 2002 рік — росіяни 98 %.